# Hagavatn
Der Hagavatn ist ein Gletscherrandsee im isländischen Hochland, auf dem Gemeindegebiet von Bláskógabyggð. Der See wird von einem Ausläufer des Langjökulls, dem Eystri-Hagafellsjökull, gespeist. Der Abfluss verläuft durch den Sandvatn und teilt sich dann zwischen der Hvítá und dem Túngufljót auf.

## Entstehung und Entwicklung
Mit der Entstehung des Lavafeldes Lambahraun in prähistorischer Zeit wurden der Schmelzwasserabfluss des Gletschers Eystri-Hagafellsjökull durch das von Nordosten nach Südwesten verlaufende Tal eingeschränkt und das Schmelzwasser staute sich zum Hagavatn auf. Nach seiner Entstehung entleerte sich der eingedämmte See über verschiedene Durchbrüche der von Nordost nach Südwest verlaufenden Jarlhettur-Bergkette. Während der Arbeiten des Kartographen Björn Gunnlaugsson 1834 und 1835 war der erste Abflusskanal (Mosaskard) bereits durch eine weiter nördlich gelegene Stelle (Fagridalur) abgelöst worden.
Eine Fußgängerbrücke über den Abfluss des Sees wurde 1999 bei einem Vorstoß der Gletscherzunge in den See zerstört.

## Hütte
1942 wurde erstmals eine Hütte am Hagavatn errichtet, 1986 wurde sie erneuert. Das Gebäude mit zwölf Schlafplätzen befindet sich etwa zwei Kilometer vom See entfernt und gehört zum Ferðafélag Íslands. Von der Hochlandpassage Kjölur  führt eine 15 km lange Piste, der  Hagavatnsvegur  an die Hütte.